# スクインツァーノ
スクインツァーノ（イタリア語: Squinzano）は、イタリア共和国プッリャ州レッチェ県にある、人口約1万4000人の基礎自治体（コムーネ）。

## 地理

### 位置・広がり

#### 隣接コムーネ
隣接するコムーネは以下の通り。括弧内のBRはブリンディジ県所属を示す。
- カンピ・サレンティーナ
- チェッリーノ・サン・マルコ (BR)
- レッチェ
- サン・ピエトロ・ヴェルノーティコ (BR)
- トルキアローロ (BR)
- トレプッツィ